# Arènes de Mexico
 (avril 2025).
Si vous disposez d'ouvrages ou d'articles de référence ou si vous connaissez des sites web de qualité traitant du thème abordé ici, merci de compléter l'article en donnant les références utiles à sa vérifiabilité et en les liant à la section « Notes et références ».
Les arènes de Mexico (en espagnol : Monumental Plaza de toros México) avec leurs 52 000 places, sont les plus grandes du monde.